# Jens Mathias Pram Kaurin
Jens Matthias Pram Kaurin, född den 25 november 1804 i Lårdal i Telemark, död den 6 juli 1863 i Vestre Aker (idag inkorporerat i Oslo) , var en norsk teolog.
Kaurin blev teologie kandidat 1826, residerende kapellan i Sigdal 1827 och kyrkoherde i Flesberg 1832, 1837 lektor och 1843 professor i teologi vid Kristiania universitet, men återvände 1853 till den prästerliga verksamheten och blev kyrkoherde i Lier. År 1858 kallades han till biskop i Bergens stift. 
Utom några tal, herdabrev och några små inlägg i dagens kyrkliga frågor utgav Kaurin (tillsammans med W.A. Wexels med flera) Den norske kirkes symbolske bøger i grundtexterne (1853). Åren 1842–61 deltog han jämte Wexels, C.A. Holmboe, C.P. Caspari och O.Chr. Thistedahl i utarbetandet av den av norska bibelsällskapet föranstaltade, först 1890 avslutade bibelöversättningen.